# 투아모투 제도

투아모투 제도의 기

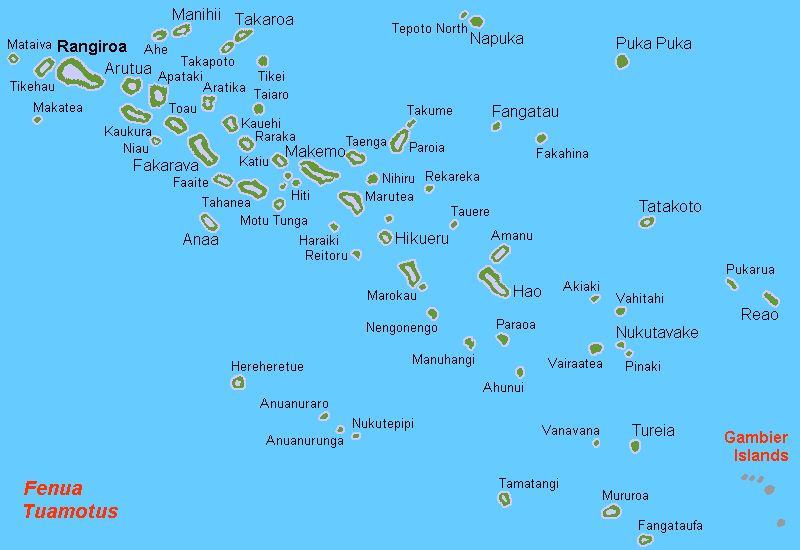
투아모투 제도의 지도

투아모투 제도(프랑스어: les Tuamotu, Archipel des Tuamotu, 영어: Tuamotus Islands)는 남태평양 프랑스령 폴리네시아에 있는 군도이다. 면적은 약 857km2이며 약 80여개의 환초가 위치해 세계에서 가장 환초가 많은 지역이다. 인구는 2007년 8월 인구조사 결과 18,317 명이었다.
투아모투 제도는 강비에 제도와 결합해 프랑스령 폴리네시아의 다섯 행정구역 (subdivisions administratives) 중 하나를 형성한다. 수도는 랑기로아 환초 (Rangiroa)이다.

## 같이 보기
- 해외 프랑스